# Tréduder
Tréduder (tiếng Breton: Treduder) là một xã của tỉnh Côtes-d’Armor, thuộc vùng Bretagne, tây bắc Pháp.

## Dân số
Người dân ở Tréduder được gọi là Trédudérois.